# 1958年ウィンブルドン選手権
1958年 ウィンブルドン選手権（1958ねんウィンブルドンせんしゅけん、The Championships, Wimbledon 1958）に関する記事。イギリス・ロンドン郊外にある「オールイングランド・ローンテニス・アンド・クローケー・クラブ」にて開催。

## シード選手

### 男子シングルス
1. アシュレー・クーパー　（初優勝）
2. マルコム・アンダーソン　（ベスト8、途中棄権）
3. メルビン・ローズ　（ベスト4）
4. ニール・フレーザー　（準優勝）
5. ルイス・アヤラ　（3回戦）
6. クルト・ニールセン　（ベスト4）
7. スベン・デビッドソン　（ベスト8）
8. バリー・マッケイ　（ベスト8）

### 女子シングルス
1. アリシア・ギブソン　（優勝、大会2連覇）
2. クリスティン・トルーマン　（4回戦）
3. ドロシー・ヘッド・ノード　（2回戦）
4. マリア・ブエノ　（ベスト8）
5. シャーリー・ブルーマー　（ベスト8）
6. ジュジャ・ケルメツィ　（ベスト4）
7. ジャネット・ホップス　（2回戦）
8. キャロル・ファジェロス　（3回戦）

### 男子ダブルス
1. アシュレー・クーパー＆ ニール・フレーザー
2. ガードナー・ムロイ＆ バッジ・パティー
3. メルビン・ローズ＆ バリー・マッケイ
4. ロバート・ハウ＆ エーブ・セガル

### 女子ダブルス
1. アリシア・ギブソン＆ マリア・ブエノ
2. シャーリー・ブルーマー＆ クリスティン・トルーマン
3. テルマ・コイン・ロング＆ メアリー・ベヴィス・ホートン
4. ヨラ・ラミレス＆ ロージー・レイズ

### 混合ダブルス
1. ニール・フレーザー＆ マーガレット・オズボーン・デュポン
2. クルト・ニールセン＆ アリシア・ギブソン
3. ルイス・アヤラ＆ テルマ・コイン・ロング
4. ロバート・ハウ＆ ロレイン・コグラン

## 大会経過

### 男子シングルス
準々決勝
- アシュレー・クーパー vs.  ボビー・ウィルソン　6-4, 6-2, 3-6, 4-6, 7-5
- メルビン・ローズ vs.  バリー・マッケイ　6-2, 6-4, 6-4
- ニール・フレーザー vs.  スベン・デビッドソン　6-4, 6-8, 6-2, 3-6, 8-6
- クルト・ニールセン vs.  マルコム・アンダーソン　6-2, 6-3 （途中棄権）

準決勝
- アシュレー・クーパー vs.  メルビン・ローズ　7-9, 6-2, 6-2, 6-3
- ニール・フレーザー vs.  クルト・ニールセン　6-4, 6-4, 17-19, 6-4

### 女子シングルス
準々決勝
- アリシア・ギブソン vs.  シャーリー・ブルーマー　6-3, 6-8, 6-2
- アン・ヘイドン vs.  マリア・ブエノ　6-3, 7-5
- アンジェラ・モーティマー vs.  マーガレット・オズボーン・デュポン　4-6, 6-3, 10-8
- ジュジャ・ケルメツィ vs.  メアリー・アーノルド　6-1, 5-7, 8-6

準決勝
- アリシア・ギブソン vs.  アン・ヘイドン　6-2, 6-0
- アンジェラ・モーティマー vs.  ジュジャ・ケルメツィ　6-0, 6-1

## 決勝戦の結果
男子シングルス
- アシュレー・クーパー vs.  ニール・フレーザー　3-6, 6-3, 6-4, 13-11

女子シングルス
- アリシア・ギブソン vs.  アンジェラ・モーティマー　8-6, 6-2

男子ダブルス
- スベン・デビッドソン＆ ウルフ・シュミット vs.  アシュレー・クーパー＆ ニール・フレーザー　6-4, 6-4, 8-6

女子ダブルス
- アリシア・ギブソン＆ マリア・ブエノ vs.  マーガレット・オズボーン・デュポン＆ マーガレット・バーナー　6-3, 7-5

混合ダブルス
- ロバート・ハウ＆ ロレイン・コグラン vs.  クルト・ニールセン＆ アリシア・ギブソン　6-3, 13-11